# Metoda różnic skończonych

Metoda różnic skończonych polega na dyskretyzacji funkcji na siatce.

Metoda różnic skończonych – metoda numeryczna rozwiązywania równań różniczkowych polegająca na przybliżeniu pochodnej funkcji ilorazami różnicowymi w zdyskretyzowanej przestrzeni.

## Wzór na pochodną z szeregu Taylora
Przy założeniu, że istnieją pochodne danej funkcji {\displaystyle f(x)} do {\displaystyle n}-tej pochodnej włącznie, można ją rozwinąć w szereg Taylora:
{\displaystyle f(x_{0}+h)=f(x_{0})+{\frac {f'(x_{0})}{1!}}h+{\frac {f^{(2)}(x_{0})}{2!}}h^{2}+\ldots +{\frac {f^{(n)}(x_{0})}{n!}}h^{n}+R_{n}(x)}
gdzie {\displaystyle R_{n}(x)} - reszta. Przy ograniczeniu do drugiego wyrazu rozwinięcia mamy
{\displaystyle f(x_{0}+h)=f(x_{0})+f'(x_{0})h+R_{1}(x)}
Jeżeli wyraz {\displaystyle R_{1}(x)} jest dostatecznie mały, to pochodną funkcji w punkcie {\displaystyle x_{0}} można przybliżyć ilorazem różnicowym
{\displaystyle f'(x+0)\approx {\frac {f(x_{0}+h)-f(x_{0})}{h}}}